# Cú gỗ châu Phi
Cú gỗ châu Phi, tên khoa học Strix woodfordii, là một loài chim trong họ Strigidae.

## Hình ảnh

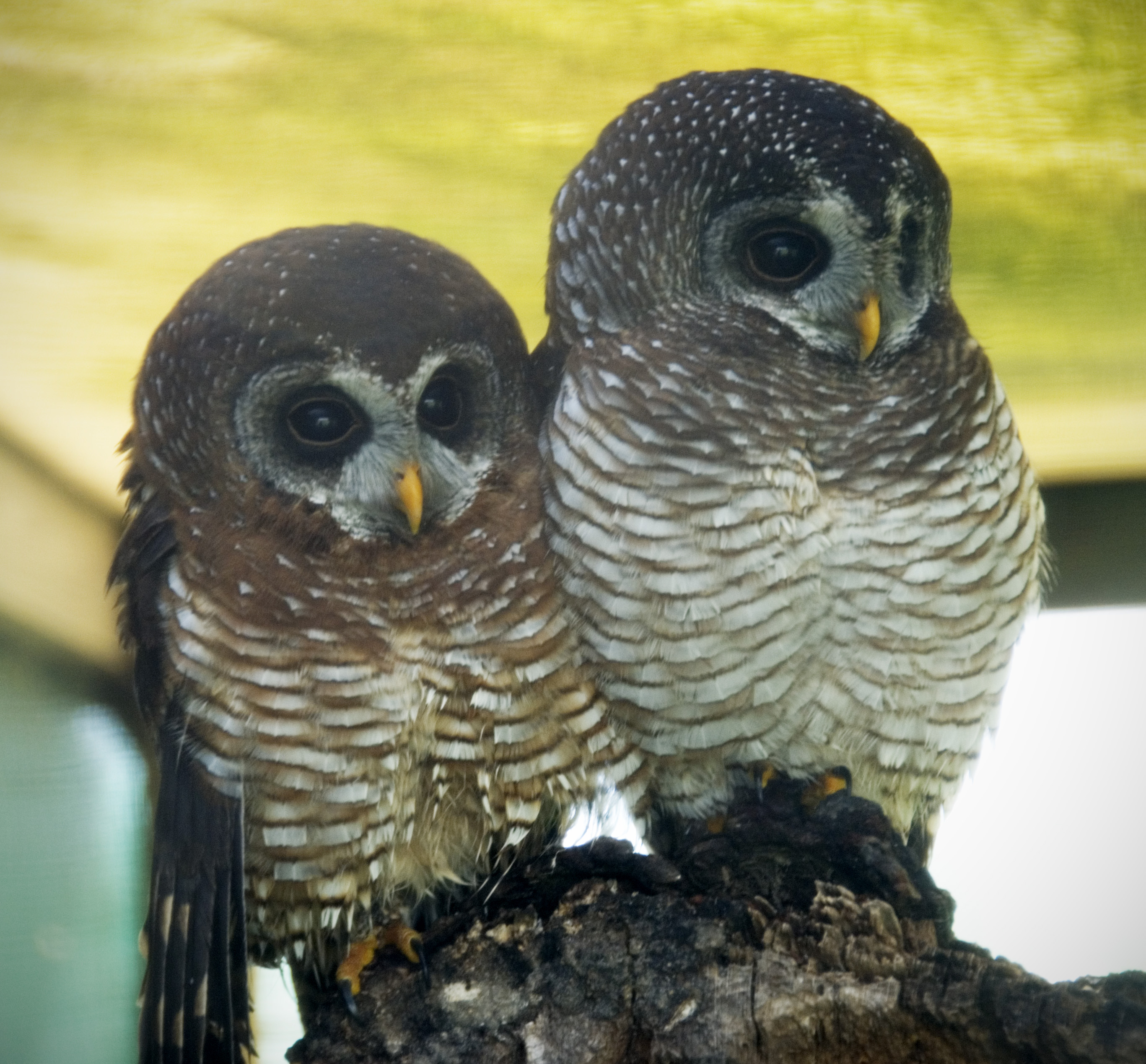
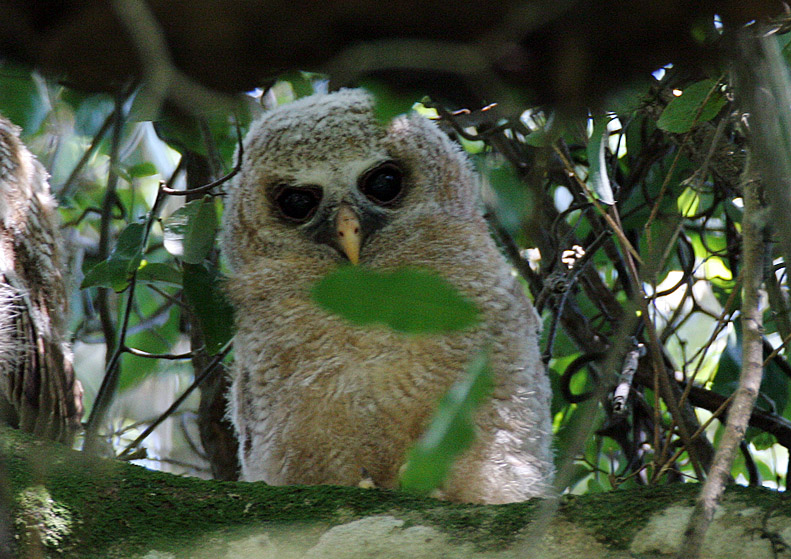
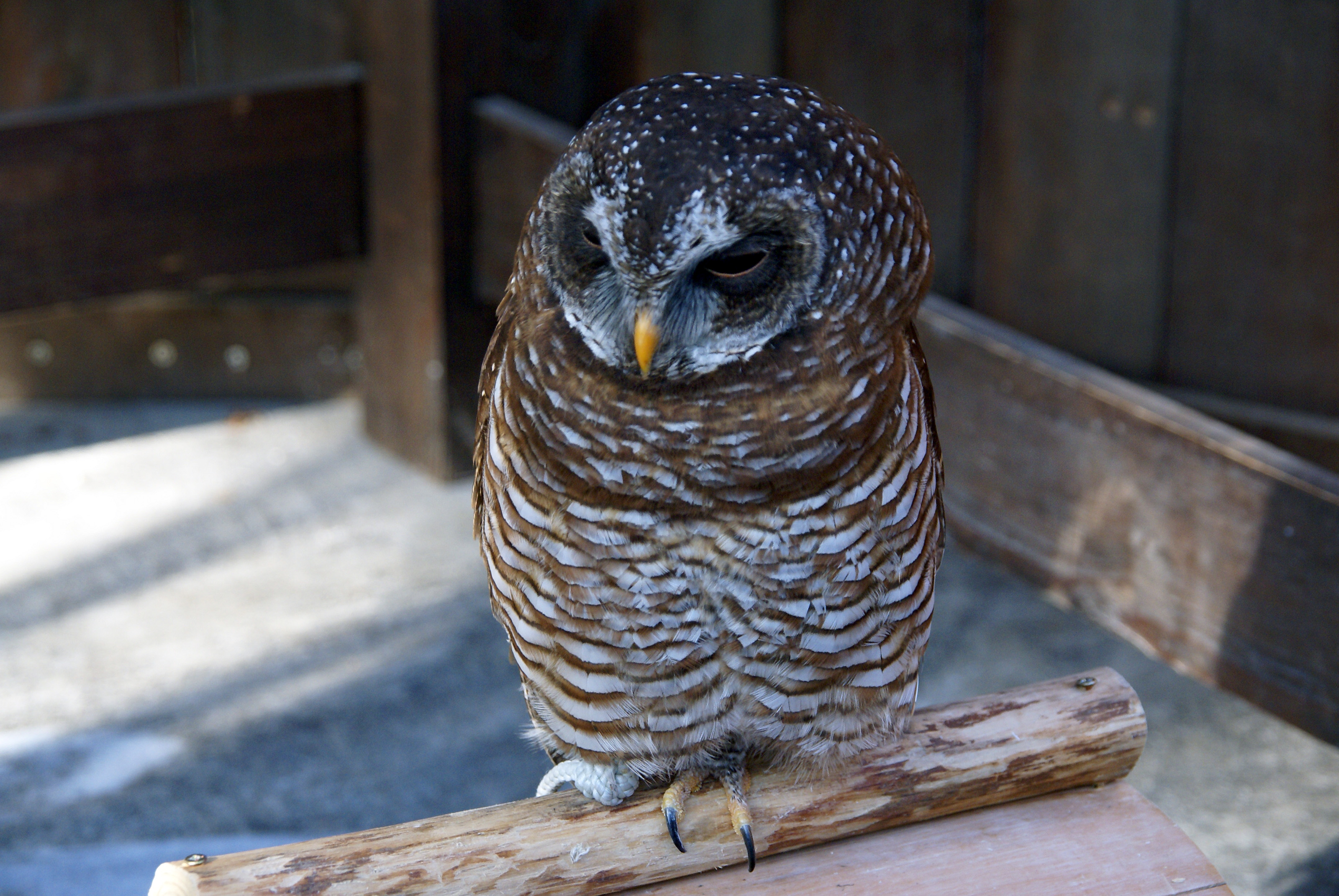